# Драничное
Драничное — деревня в составе Староустинского сельсовета в Воскресенском районе Нижегородской области.

## География
Находится в левобережье Ветлуги на правом берегу реки Уста на расстоянии примерно 18 километров по прямой на север от районного центра поселка  Воскресенское.

## История
Деревня известна с конца XIX века, входила в Варнавинский уезд Костромской губернии. В 1925 году проживало 875 человек. Работал колхоз «Вторая пятилетка» и трудовая артель по заготовке леса и производству изделий из древесины.

## Население
Постоянное население составляло 173 человека (русские 98%) в 2002 году, 130 в 2010 году .